# Phạm Văn Thịnh (Bắc Giang)
Phạm Văn Thịnh (sinh ngày 13 tháng 12 năm 1981) là chính trị gia nước Cộng hòa xã hội chủ nghĩa Việt Nam. Ông hiện là Ủy ban Ban Thường vụ Tỉnh ủy, Trưởng Ban Dân vận Tỉnh ủy Bắc Giang, Đại biểu Quốc hội khóa XV từ Bắc Giang, Ủy viên Ủy ban Kinh tế của Quốc hội. Ông từng là Cục trưởng Cục Thuế tỉnh Bắc Giang; Chủ tịch Ủy ban nhân dân huyện Hiệp Hòa.
Phạm Văn Thịnh là đảng viên Đảng Cộng sản Việt Nam, học vị Cử nhân Tài chính – Ngân hàng, Thạc sĩ Kinh tế, Cao cấp lý luận chính trị. Ông có sự nghiệp đều công tác ở quê nhà Bắc Giang.

## Xuất thân và giáo dục
Phạm Văn Thịnh sinh ngày 13 tháng 12 năm 1981 tại xã Lãng Sơn, huyện Yên Dũng, tỉnh Hà Bắc, nay là tỉnh Bắc Giang. Ông lớn lên và tốt nghiệp phổ thông ở Yên Dũng, thi đỗ đại học năm 1999, tới thủ đô Hà Nội theo học Trường Đại học Kinh tế Quốc dân và tốt nghiệp Cử nhân Tài chính – Ngân hàng vào năm 2003. Sau đó, ông theo học cao học và nhận bằng Thạc sĩ Kinh tế. Ông được kết nạp Đảng Cộng sản Việt Nam vào ngày 8 tháng 8 năm 2003, trở thành đảng viên chính thức sau đó 1 năm, rồi từng học các khóa chính trị ở Học viện Chính trị Quốc gia Hồ Chí Minh, nhận bằng Cao cấp lý luận chính trị. Hiện ông thường trú ở tổ dân phố Vĩnh Ninh 1, phường Hoàng Văn Thụ, thành phố Bắc Giang.

## Sự nghiệp
Tháng 10 năm 2003, sau khi tốt nghiệp Kinh tế Quốc dân, Phạm Văn Thịnh trở lại Bắc Giang, ký kết hợp đồng lao động với Ban Tổ chức Chính quyền nay là Sở Nội vụ thuộc Ủy ban nhân dân tỉnh Bắc Giang, công tác ở vị trí cán bộ hợp đồng. Sau đó nửa năm, ông được tuyển vào làm công chức, là Chuyên viên Văn phòng Sở, rồi chuyển vị trí làm Chuyên viên Phòng Tổ chức Bộ máy và Biên chế của Sở. Trong giai đoạn này, ông tham gia hoạt động của Đoàn Thanh niên Cộng sản Hồ Chí Minh, được bầu làm Phó Bí thư Chi đoàn Sở Nội vụ. Tháng 6 năm 2008, ông được điều sang Văn phòng Ủy ban nhân dân tỉnh, là Chuyên viên Phòng Kinh tế, sau đó 2 năm thì thăng chức làm Phó Trưởng phòng, đồng thời là Chi ủy viên, Phó Bí thư Chi bộ Kinh tế Tổng hợp của Văn phòng tỉnh. Tháng 3 năm 2013, ông được điều về huyện Sơn Động, chỉ định vào Ban Chấp hành Đảng bộ huyện, nhậm chức Phó Chủ tịch Ủy ban nhân dân huyện Sơn Động ở tuổi 31. Vào tháng 10 năm 2015, tại Đại hội Đảng bộ tỉnh Bắc Giang lần thứ XVIII, nhiệm kỳ 2015–2020, ông được bầu vào Ban Chấp hành Đảng bộ tỉnh, khi mà trước đó ông được bổ nhiệm làm Phó Cục trưởng Cục Thuế tỉnh Bắc Giang vào tháng 6 cùng năm. Tháng 3 năm 2016, ông được điều tới huyện Hiệp Hòa, giữ chức Phó Bí thư Huyện ủy, Chủ tịch Ủy ban nhân dân huyện Hiệp Hòa, đến đầu năm 2019 thì trở lại Cục Thuế tỉnh làm Cục trưởng.
Tháng 10 năm 2010, tại Đại hội Đảng bộ tỉnh Bắc Giang lần thứ XIX, nhiệm kỳ 2020–2025, Phạm Văn Thịnh tái đắc cử Tỉnh ủy viên, được bầu vào Ban Thường vụ Tỉnh ủy, phân công làm Trưởng Ban Dân vận Tỉnh ủy Bắc Giang. Năm 2021, được sự giới thiệu của Tỉnh ủy, ông ứng cử đại biểu quốc hội từ Bắc Giang, tại đơn vị bầu cử số 3 gồm huyện Tân Yên, Việt Hòa, Việt Yên, rồi trúng cử Đại biểu Quốc hội khóa XV với tỷ lệ 70,03%. Trong nhiệm kỳ này, ông cũng là Ủy viên Ủy ban Kinh tế của Quốc hội.